# Breguet Alizé
Breguet Br.1050 Alizé je francosko enomotorno turbopropelersko palubno protipodmorniško letalo. Razvito je bilo v 1950ih, deloma na podlagi predhodnika Breguet Vultur. Alize ima tričlansko posadko, ki obsega pilota, operaterja radaja in operaterja senzorjev. Lahko je oborožen tudi s protiladijski raketami.
Alize ima pristajalno podvozje tipa tricikel in zaviralni kavelj za ustavljanje po pristanku na letalonosilki. Alize se je uporabljali tudi leta 1999 proti Jugoslavija. Kmalu zatem, leta 2000 se letalo upokojili.

## Specifikacije (Bréguet Alizé)
Podatki iz Jane's Civil and Military Upgrades 1994-95 
Splošne karakteristike
- Posadka: 3: pilot, operater radarja in navigator
- Dolžina: 13,86 m (45 ft 5¾ in)
- Razpon kril: 15,60 m (51 ft 2 in)
- Višina: 5,00 m (16 ft 5 in)
- Površina kril: 36,0 m² (387,5 ft²)
- Teža praznega letala: 5700 kg (12566 lb)
- Maks. vzletna teža: 8200 kg (18078 lb)
- Pogon letala: 1 ×  turboprop Rolls-Royce Dart RDa.7 Mk 21, 1565 kW (2100 KM)

 Zmogljivost 
- Maks. hitrost: 518 km/h (280 vozlov, 322 mph) na 3050 m (10000 ft), 460 km/h (248 vozlov, 286 mph) na nivoju morja
- Potovalna hitrost: 240-370 km/h (130-200 vozlov, 149-230 mph)
- Doseg: 2500 km (1349 nmi, 1553 mi)
- Trajanje leta: 5 ur 10 min
- Višina leta: 8000 m (26250 ft)
- Hitrost vzpenjanja: 7,0 m/s (1380 ft/min)
- Obremenitev kril: 229 kg/m² (46,9 lb/ft²)
- Razmerje moč/teža: 190 kW/kg (0,12 KM/lb)

Oborožitev

- Torpedo in globinske bombe v notranjem nosilci
- Bombe, globinske bombe, rakete in vodljive rakete na podkrilnih nosilcih